# Animisme

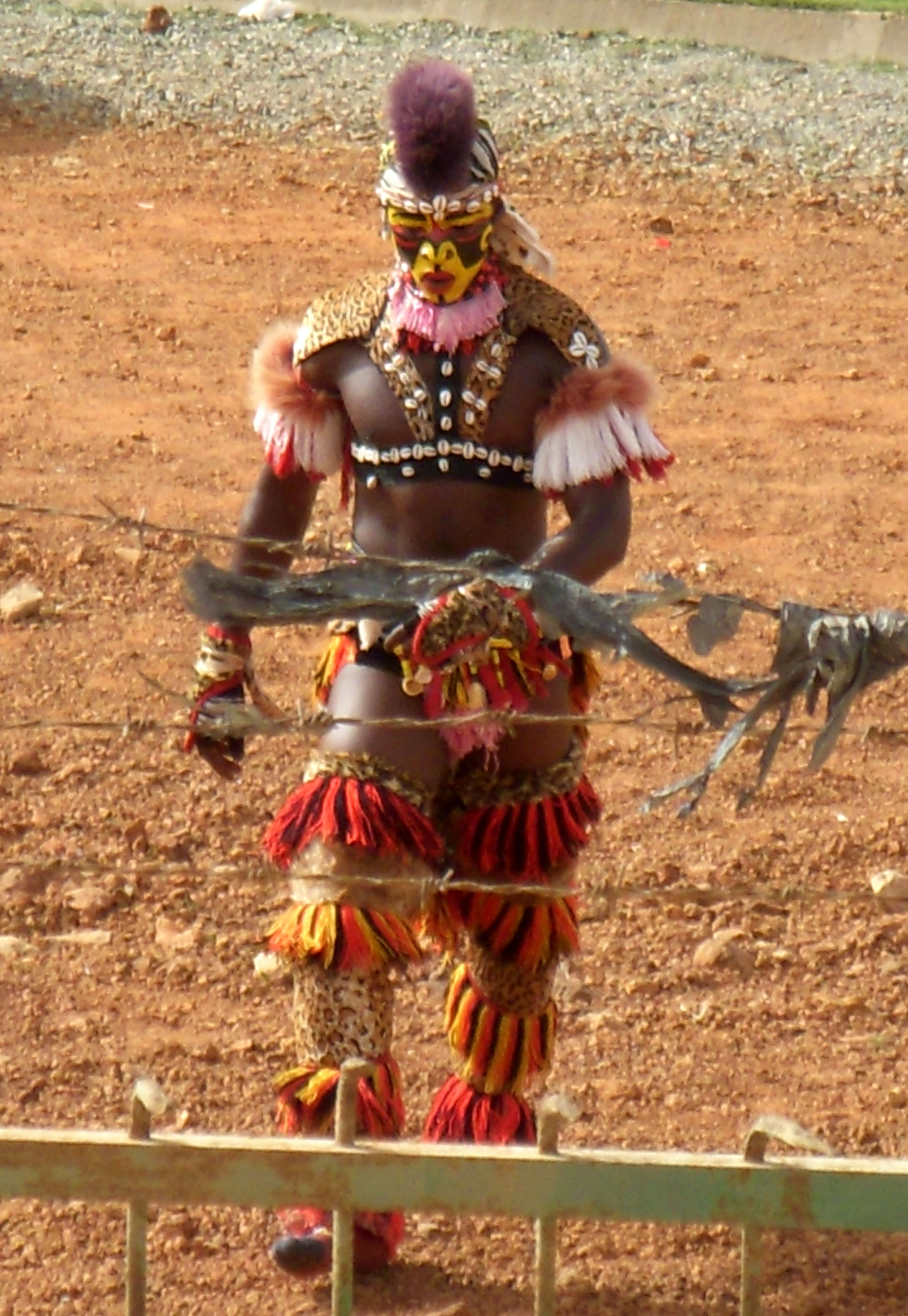
Faux lion lors d'un combat de lutte sénégalaise (Dakar).

L’animisme (du latin animus, originairement « esprit », puis « âme ») est la croyance en un esprit, une force vitale, qui anime les êtres vivants, les objets mais aussi les éléments naturels, comme les pierres ou le vent, ainsi qu'en des génies protecteurs.
Ces âmes ou ces esprits mystiques, manifestations de défunts ou de divinités animales, peuvent agir sur le monde tangible, de manière bénéfique ou non. Il convient donc de leur vouer un culte. Ainsi défini, comme « croyance à l'âme et à une vie future et, corrélativement, croyance à des divinités directrices et des esprits subordonnés », l'animisme peut caractériser des sociétés extrêmement diverses, situées sur tous les continents.
L'animisme a aussi été défini, notamment par Irving Hallowell et Philippe Descola comme une ontologie. Les chercheurs liés au courant du « nouvel animisme » remettent en cause l'approche moderniste fondée sur une dissociation dualiste entre nature et culture, en faveur d'un lien avec les esprits du monde naturel proche des conceptions écologistes contemporaines.

## Origine et usage du terme

### Médecine duXVIIIesiècle
Le médecin allemand Georg Stahl est à l'origine (Theoria medica vera, 1707) d'une théorie médicale appelée « animisme », opposée au mécanisme et au vitalisme ; pour résumer à l'extrême, il s’agissait d’expliquer que l'âme avait une influence directe sur la santé. Une seule et même âme est à la fois principe de vie et principe de pensée.
L'animisme (Stahl) s'oppose alors au mécanisme (Démocrite, Descartes, Cabanis, Le Dantec) et se différencie du vitalisme (Platon, Paracelse, Paul-Joseph Barthez, Félix Ravaisson, Bergson, Hans Driesch). L'animisme ne se contente pas de subordonner la matière à la vie, mais, qui plus est, il soumet la vie à la pensée. Les philosophes d'inspirations vitalistes considèrent au contraire l'activité intellectuelle comme fondamentalement subordonnée à la « vie ».

### Edward Tylor, le pionnier
Edward Burnett Tylor (1832-1917) est le premier sociologue à avoir établi une théorie sur l’animisme, dans Primitive Culture (1871). Il fonde son analyse sur le sentiment, pour lui général dans les sociétés qu’il qualifiait alors de « primitives », que l’âme était distincte du corps car, lors des rêves, le dormeur semble atteindre un monde différent de celui où se trouve son corps.
C’est cette expérience qui aurait fondé la notion d’« âme ».
Par analogie et extension, des âmes auraient ainsi été prêtées (attribuées) à l’ensemble des éléments de la nature. Pour Tylor, l’animisme représentait le premier stade de religiosité humaine, celui des sociétés les plus primitives, et il devait être suivi par le fétichisme, puis le polythéisme et enfin, par le monothéisme, qui caractérisait la religion de sa propre société.
La théorie de Tylor sur l’animisme eut un énorme succès. Le terme fut ensuite beaucoup repris, discuté et critiqué.
Les anthropologues ont notamment reproché à Tylor sa perspective évolutionniste (comme si toutes les sociétés devaient évoluer de la même manière vers un même but), sa perspective psychologique (il est difficile d’expliquer une notion telle que l’âme par une simple référence à une expérience de dormeur – ou alors, cette notion devrait prendre un sens identique dans toutes les sociétés, ce qui n’est pas le cas), ainsi que le caractère imprécis du terme animisme (tous les éléments de la nature ne sont pas partout perçus comme ayant une âme, attribuer un esprit ou une âme à un élément n’est pas la même chose, etc.).

### Évolution vernaculaire du terme
À moins d'être redéfini dans le champ de l'anthropologie, par exemple à la manière de Philippe Descola, ou limité à un processus psychique, par exemple dans la psychanalyse ou dans la conception piagétienne, l'objet « animisme » ne correspond à aucune réalité religieuse se réclamant comme telle.
En dehors de quelques anthropologues qui reprennent ce terme dans leur analyse en lui donnant une signification précise (tel Philippe Descola), le terme d’animisme n’est plus employé que de manière très vague, pour finalement désigner toutes les religions qui ne sont pas universalistes (c’est-à-dire les religions de la conversion, telles le christianisme, l’islam) ou qui ne sont pas des religions de grands pays-civilisations (les religions chinoises, indiennes, etc.). Il est alors pris comme synonyme de « religion traditionnelle » (un terme qui ne signifie rien, en soi), ou d’autres termes à l’usage tout aussi vague, tels que le chamanisme. En réalité, la difficulté de définir clairement ces termes et de circonscrire leurs périmètres respectifs procède essentiellement de leur éloignement des modes de pensées des sociétés modernes, issus d'une représentation du monde radicalement différente, que Philippe Descola qualifie de naturaliste.
Introduit à la fin du XIXe siècle par l'anthropologue britannique Edward Burnett Tylor pour désigner les religions des sociétés qu'il nomme « primitives » (Primitive Culture, 1871), le concept a connu un indéniable succès jusque dans les premières décennies du XXe siècle, devenant « l'un des termes de référence majeurs de l'histoire de l'ethnologie religieuse ». Cette ambitieuse tentative d'explication globale des croyances religieuses – une « doctrine de l'âme » – a perdu une large part de sa validité aujourd'hui et les travaux contemporains s'en écartent, notamment ceux de l'anthropologue français Philippe Descola qui ne voit pas dans l'animisme une religion, mais plutôt « une manière de concevoir le monde, et de l'organiser ».
Le terme lui-même, souvent entaché de connotations colonialistes, du moins perçues comme péjoratives, est employé avec circonspection, parfois remplacé par des expressions telles que « croyances populaires », « croyances indigènes », « religions traditionnelles ». Par défaut ou par commodité, il est désormais utilisé dans le langage courant ou dans les statistiques, comme un mot fourre-tout désignant généralement l'ensemble de ce qui, ne relevant pas des grandes religions théistes s'appuyant sur des textes sacrés (christianisme, islam, bouddhisme…), est transmis par des traditions orales.

### Philippe Descola
Parmi les anthropologues contemporains, Philippe Descola, dans une vision globalisante voire universaliste, a redéfini l'animisme dans un ouvrage remarqué, Par-delà nature et culture (2005). Il se place pour cela dans la situation de l'Homme nu s'identifiant au monde suivant deux perspectives complémentaires : celle de son « intériorité » et celle de sa « physicalité » vis-à-vis des autres, humains et non humains.
L'animisme correspondrait à la perception d'une identité commune des intériorités des existants, humains et non humains, et à celle d'une identité distincte entre leurs physicalités. L'anthropologue décrit les trois autres « ontologies » qui suivent la perception d'une fusion ou d'une rupture entre intériorité et physicalité, et qu'il nomme totémisme, analogisme et naturalisme ; les quatre modes (identité/rupture) * (intériorité/physicalité) réunis auraient une vocation universelle, tout en revêtant diverses formes de cohabitation ou de dominance suivant les cultures (qu'elles soient archaïques, traditionnelles ou modernes).

#### Ontologie
L'animisme repose sur cette affirmation : ressemblance des intériorités et différence des physicalités entre humains et non-humains (animaux, végétaux, esprits, objets). Les animaux, les plantes ont la même âme, intériorité (émotions, conscience, désirs, mémoire, aptitude à communiquer…) que les humains, ils ne s'en distinguent que par leurs corps et donc aussi par leurs mœurs, l'éthogramme, le mode de comportement spécialisé. Il y a, comme dans le totémisme, classification par prototype, c'est-à-dire à partir du modèle le plus représentatif, qui est l'humain dans l'animisme. « De même que l'animisme est anthropogénique parce qu'il emprunte aux humains le minimum indispensable pour que des non-humains puissent être traités comme des humains, le totémisme est cosmogénique car il fait procéder de groupes d'attributs cosmiques préexistants à la nature et à la culture tout ce qui est nécessaire pour que l'on ne puisse jamais démêler les parts respectives de ces deux hypostases dans la vie des collectifs ».

#### Géographie
L'animisme se rencontre « en Amazonie, dans l'aire arctique et circumpolaire ou dans les forêts de l'Asie du Sud-Est », chez les Pygmées, les Dogon de Tireli au Mali, en Nouvelle-Calédonie.

#### Notions
Métamorphose : les êtres ont la capacité de métamorphose, l'animal peut devenir homme et inversement. Un chamane huaorani d'Amazonie peut devenir jaguar. Perspectivisme : comme l'écrit Eduardo Viveiros de Castro, « les animaux (prédateurs) et les esprits voient les humains comme des animaux (des proies), tandis que les animaux (le gibier) voient les humains comme des esprits ou comme des animaux (prédateurs) ».

#### Religion
L'animisme ne consiste pas en croyances, mais en l'expérience qu'il y a des esprits avec lesquels on peut entrer en communication, par des rêves, par la parole…

#### Sociabilité
« Relations permanentes sur le registre de l'amitié, de l'alliance de mariage, de déférence vis-à-vis des anciens ». Aussi, « sur tout son territoire on ne trouvera ni éleveurs exclusifs, ni castes d'artisans spécialisés, ni culte des ancêtres, ni lignages fonctionnant comme des personnes morales, ni démiurges créateurs, ni goût pour les patrimoines matériels, ni obsession de l'hérédité, ni flèche du temps, ni filiations démesurée, ni assemblées délibératives ».

#### Problèmes
Comment rendre compte de la forme non humaine des non-humains ? Solution : la métamorphose.

## Des religions animistes?

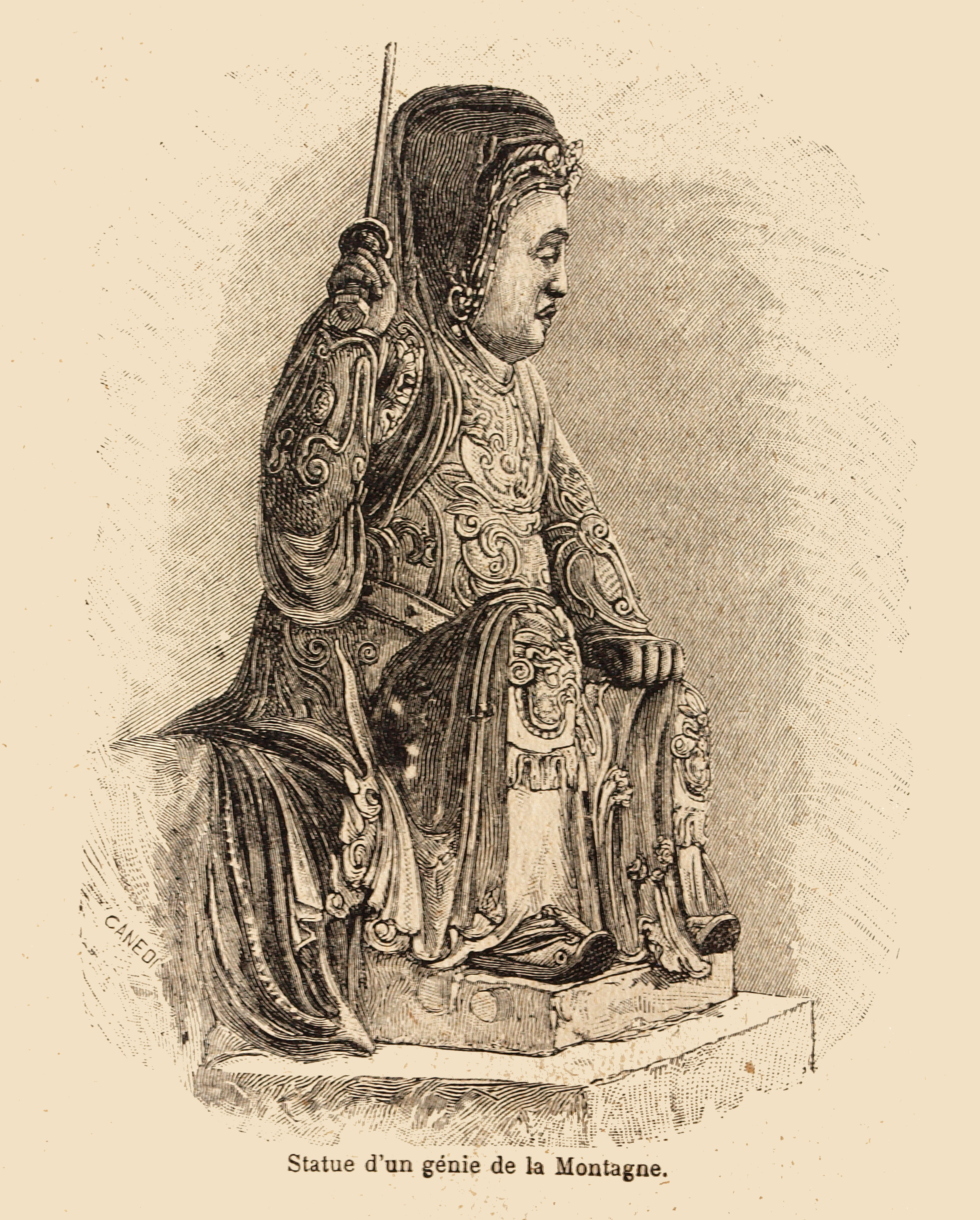
Statue du Génie de la Montagne dans le Haut-Tonkin (fin XIXe siècle)

L’évocation d’une « religion animiste » est communément entendue :
- en général pour désigner le culte qui serait voué aux pierres, au vent, au sable, à l’eau, aux arbres, au feu… par des peuples divers ;
- en particulier pour désigner les religions noires-africaines originelles.

Une fois de plus, ce terme relève du langage courant, il n’a pas de portée anthropologique. Il pêche à trois égards : d’abord parce qu’on peut mettre en doute que, pour leurs adeptes, ces éléments soient eux-mêmes doués d’une âme ; ensuite parce que les peuples concernés n’isolent pas la « religion » des autres aspects de leurs traditions ; enfin parce qu’il recouvre d’innombrables cultures, très différentes les unes des autres.

### Esprits, religions et animisme
Dans beaucoup de religions sinon toutes, les éléments naturels occupent une place importante. On peut citer la vénération de fleuves, tel le Gange, dans l’hindouisme, ou la crue du Nil, divinisée sous le nom d’Hâpy dans l’Égypte ancienne ; celle du feu auquel pouvait être assimilé Vesta à Rome ; celle du chêne et du gui, sacrés chez les Celtes.
Les monothéismes abrahamiques s’appuient eux-mêmes sur des éléments naturels, objets de cultes antérieurs : la fête de Noël est celle du solstice d’hiver (septentrional), celle de la Saint-Jean du solstice d’été, la fête de Pessa'h ou de Pâques est attachée au calendrier lunaire, qui rythme également la liturgie musulmane, dont le ramadan, etc.
Dans les religions amérindiennes, les divinités sont associées à des éléments naturels, avec une grande importance accordée au soleil, à la lune, à la pluie… La Méso-Amérique ne comptait pas moins de 4 dieux du maïs : un pour le maïs blanc, un pour le jaune, un pour le rouge, un pour le noir. Dans l’ère inca, on pratiquait une offrande à Pachamama, la Terre mère.
Pour autant, aucune de ces religions ne rend un culte « aux pierres ou au vent ». Tous les peuples, depuis la préhistoire, savent dépendre pour leur survie d’éléments naturels : la terre, le soleil, l’eau… Mais ils ne les adorent pas eux-mêmes, ils attribuent leur puissance à des forces surnaturelles qui les commanderaient : ils les ont divinisés ou vénèrent les esprits ou les dieux qui les dirigent. S’il y a des éléments d’animisme dans la plupart des religions, il est  difficile d’exhiber des cas de religions essentiellement fondées sur le culte des éléments naturels eux-mêmes. Dans l’exemple des Celtes, la sacralisation du chêne et du gui n’implique pas qu’il leur ait été directement rendu un culte : aucune source sérieuse ne le mentionne. Ce n’est pas parce que l’hostie est sacrée que le pain azyme est l’objet d’un culte : à travers elle, c’est le Christ qui est vénéré…
Certains lieux présentant des caractères physiques impressionnants ont marqué tous les peuples qui les ont traversés. On en trouve un exemple frappant dans le nid d’aigle d’Erice (Sicile) : Élymes, Phéniciens, Grecs, Romains, Arabes, chrétiens… en ont tous fait un lieu de culte. Aucun d’eux ne vénérait le rocher d’Erice : ils étaient convaincus que, perché au milieu du ciel, ce lieu était élu, qu’il offrait une voie d’accès privilégiée à leur(s) divinité(s).
L’interprétation « animiste » de religions « traditionnelles » comme celles de l’Afrique noire, repose sur une appréhension simpliste de cultes jugés « primitifs » et sur la conviction implicite de la supériorité des religions et des cultures des nouveaux venus. L’appellation d’animisme n’en reste pas moins généralisée.
À Mayotte par exemple, une petite île française située dans le canal du Mozambique entre l'Afrique et Madagascar, religion et animisme cohabitent : en effet, Mayotte conserve une originalité culturelle liée aux diverses influences qui ont forgé son identité qu'elles soient malgaches, africaines, européennes ou arabes. Bien que 90 % de la population soit musulmane, se pratique sur l’île des cultes animistes : Mayotte abrite des habitants que les statistiques ne prennent pas en compte, ce sont les esprits. Des esprits invisibles, puissants et qui, selon les croyants, peuvent posséder le corps de l'homme. L’île regorge de lieux sacrés et magiques, où les gens viennent faire des offrandes, procèdent à des rituels d'exorcismes pour chasser l'esprit du corps possédé. Parmi ces lieux de culte, on peut citer la pointe Mahabou, l'endroit où repose le sultan d'origine malgache, Andriantsoly, qui vendit Mayotte à la France. Cet endroit est considéré comme étant un lieu de prière pour les animistes, lieu où l'on peut invoquer tous les esprits. On retrouve aussi la cascade de Soulou, la seule cascade de l’île où les habitants se rendent pour des bains rituels censés guérir le malade possédé. Ce culte animiste est souvent remis en cause par la religion prédominante, l'islam. Mais la pratique de la religion étant modérée, animisme et religion cohabitent.

### Animisme ou vitalisme ?
Les voyageurs et les colons européens, observant des offrandes, des sacrifices et des rites devant des éléments naturels tels que le fleuve Saloum, la pierre d’Abeokuta, etc. en déduisaient que dans leur « pensée primitive » les Noir-Africains leur attribuaient une âme, d’où le terme d’animisme. La réalité est plutôt inverse : le culte est rendu à un esprit localisé à cet emplacement, parfois parce qu’il y est mort ou y est enterré, et où un autel lui est en général dressé. Ces esprits sont ceux d’ancêtres anonymes, d’ancêtres ayant joué un rôle historique, parfois d’ancêtres divinisés, ils peuvent être recueillis ou hébergés en des animaux de la brousse, être d’une autre nature, comme les djinnés (inspirés des djinns arabes)… Il est significatif que plusieurs langues d’Afrique de l’Ouest utilisent le terme désignant un esprit ancestral pour désigner également un serpent (sérère o fangool), un animal sauvage (wolof rab), un autel (mandinka jálaŋ, maninka boli, diola bëcin), etc.
On trouve un exemple du véritable sens de l’« animisme » dans la pratique encore très vivante en Afrique noire, consistant à réserver les premières gouttes d’une boisson (surtout alcoolisée) ou les premières parcelles de nourriture à la terre : ce n’est pas à la nature que cette offrande est rendue, mais aux ancêtres, dont le séjour est souterrain dans la vision africaine. Le même rite est largement pratiqué dans les régions marquées par une forte présence d’afrodescendants, comme la côte caraïbe de Colombie. Au Laos, on trouve la même pratique d'offrir à la nature, la première gorgée, dans le bouddhisme Theravada.
La persistance du souffle vital (contrairement au corps et à la force vitale, éphémères) de l’ancêtre et son retour dans un nouveau-né (réincarnation partielle) sont centraux dans cette vision du monde qui englobe religion, mythe, magie, pouvoir, médecine… Elle a conduit certains auteurs, tel Louis-Vincent Thomas, à définir ces religions comme vitalistes plutôt que comme animistes : elles sont avant tout des religions de la vie, dans lesquelles la force vitale occupe la place centrale, et la sexualité comme la fécondité y ont une portée religieuse. Le décès d’enfants en bas âge est attribué au renoncement de l’ancêtre, déçu par la vie terrestre qu’il retrouve et désireux de repartir au village des morts. Le sens de l’anthropophagie (symbolique, contrairement au cannibalisme) est l’appropriation de la force vitale (mais non du souffle vital, qui ne peut l'être) de l’autre : l’esprit ou le sorcier anthropophage prend possession de sa victime pour absorber sa force vitale et augmenter la sienne.
Le terme de vitalisme, qui vise à restituer l’essence des religions africaines, ne fait pourtant pas l’unanimité, comme sont contestés tous ceux par lesquels on tente de remplacer celui d’animisme, soit parce qu’ils n’en rendent que partiellement compte (culte des ancêtres…), soit parce qu’ils ne sont pas signifiants (religions traditionnelles…). Quant à la tradition négro-africaine, elle n’analyse pas la religion isolément de la magie, du pouvoir, de la médecine… et n’éprouve donc pas le besoin de la nommer en tant que telle.
Une autre approximation consiste à opposer un animisme africain polythéiste, puisque vénérant d’innombrables esprits, aux religions monothéistes. En réalité, la plupart des religions africaines, sinon toutes, sont fondées sur la croyance en un Dieu suprême ou unique : Roog chez les Sérères, Amma chez les Dogons, Olodumare chez les Yoruba, etc. occupent cette position. Si le culte est rendu aux esprits, ancêtres ou orishas, et non au maître de l’univers, c’est que celui-ci est inaccessible et qu’il convient d’amadouer les puissances « intermédiaires » de l’au-delà pour intercéder auprès de lui. Cette situation n’est pas si différente de la dévotion aux saints du catholicisme et a grandement facilité la syncrétisation entre saints et orishas ou saints et inquices dans les religions afro-américaines, comme le candomblé.

### Animisme, totémisme, chamanisme, shintoïsme
Il y a plus qu’une parenté entre l’animisme et le totémisme, le chamanisme ou le shintoïsme : une interpénétration, tous comportant une part d’« animisme ».
Le totémisme est présent dans beaucoup de sociétés animistes ou chamaniques, dont il est un autre aspect de la vision du monde et de la culture. En Afrique de l’Ouest, chaque famille clanique a son animal totem, par exemple le lapin pour les Senn wolofs ou sérères ; cet animal est considéré comme un parent et ne peut être consommé par les membres du clan. La même interdiction existe en Australie ou en Amérique du Nord, où Claude Lévi-Strauss montre que le totémisme repose sur une analogie entre un groupe humain et une espèce naturelle : tel clan ou tel hameau s’apparente au raton laveur par son mode de vie. Cette parenté existe parce que le totem est souvent assimilé à un ancêtre.
L’animisme africain et les chamanismes de Sibérie et des Amériques ont en commun la médiation entre les êtres humains avec des forces spirituelles (esprits de la nature, âmes des animaux sauvages, ancêtres…), généralement intercesseurs auprès de la ou des divinités. Dans les deux cas, des sacerdotes (chaman ou pajé amérindiens, saltigui ou babalawo africains…) ont la connaissance ésotérique leur permettant d’entrer en contact avec l’autre monde. Le sacerdote, à l’aide de paroles rituelles et de plantes, voyage pour recueillir la volonté des esprits et leur soumettre les besoins humains : il recommandera les offrandes et rites qui lui permettront d’apporter la guérison, la pluie, la fécondité… L’intermédiation use dans certains cas du support de la transe qui peut être celle du sacerdote ou du disciple.
L’animisme africain et le shintoïsme japonais, d’ailleurs de lointaine origine chamanique, ont en commun le culte des ancêtres, dont les pratiques rituelles et les offrandes peuvent être assez proches de celles pratiquées en Afrique ou dans les religions afro-américaines.

### Autres religions animistes

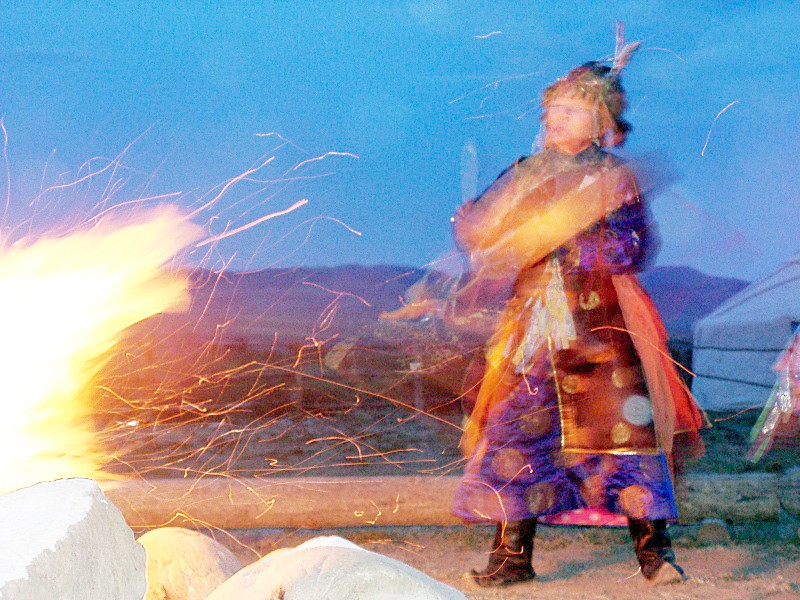
Chaman en séance avec le feu. Cet élément a donné lieu à des cultes et est célébré et utilisé dans l'animisme (Kyzyl, région de Touva, Russie).

Ce qu’il est convenu d’appeler animisme est présent dans d’autres civilisations. On peut citer de manière non exhaustive, avec souvent des caractères relevant de l’animisme et du chamanisme, les traditions :
- Des Samis (ou Lapons) en Scandinavie ;
- Des Maris de la région de Kazan (Russie) ;
- De diverses ethnies de la péninsule indochinoise (Cambodge, Lao Theung et Lao Soung du Laos, Myanmar) ;
- De certains peuples d’Insulinde (Indonésie, Brunei) ou de tradition philippine pré-chrétienne (Philippines, aire austronésienne) ;
- Des minorités chinoises comme les Naxi (dongba), les Turco-mongols (tengrisme), ou au Tibet (bön) ;
- Des peuples aborigènes d’Australie (Mythologie aborigène).
- Des ethnies amérindiennes et d'Amérique du Sud comme les Kali'nas[31].
  - Des Aïnous, à Hokkaidō et Sakhaline (Japon / Russie)

## L'animisme enfantin

### Émile Durkheim
Dans Les Formes élémentaires de la vie religieuse, paru en 1912, Émile Durkheim interprétait ainsi la pensée d'Edward Tylor concernant l'animisme :

« Pour Tylor, cette extension de l'animisme était due à la mentalité particulière du primitif qui, comme un enfant, ne peut pas distinguer l'animé de l'inanimé. Puisque les premiers êtres dont l'enfant commence à avoir une idée sont les hommes, c'est-à-dire lui-même et ceux qui l'entourent, c'est sur ce modèle de la nature humaine qu'il tend à tout penser. … Maintenant, le primitif pense comme un enfant. Par conséquent, il est également enclin à doter toutes les choses, même inanimées, d'une nature analogue à la sienne. »

### Jean Piaget
Dans les années 1920, Jean Piaget utilise le mot à propos de la psychologie du développement chez l'enfant de 6 à 14 ans. « Animisme : tendance à concevoir les choses comme étant vivantes et douées d'intention ». Par exemple, l'enfant dit que la chaise contre laquelle il se cogne est « méchante », il croit que sa poupée est vivante. « L’animisme est une forme primitive de causalité dans laquelle la réalité tout entière tend à être conçue comme peuplée d’êtres animés, dotés d’un vouloir-être et d’un vouloir-faire plus ou moins conscient. Ainsi les nuages bougent parce qu’ils veulent bouger, comme le font les animaux lorsqu’ils se déplacent. Pour la mentalité animiste, la cause première des phénomènes est considérée comme interne aux êtres qui y sont impliqués. L’animisme est tout à la fois un biocentrisme et un psychocentrisme diffus, il tend à identifier chaque être extérieur à la notion spontanée que l’être humain se fait de lui-même, comme source d’action sur la réalité extérieure »[réf. incomplète].
Selon la théorie de Piaget, durant le « stade 1 », à 6-7 ans, l'enfant confond vie et activité : le Soleil est vivant, puisqu'il éclaire. Durant le « stade 2 », vers 7-8 ans, l'enfant, plus précisément, assimile vie et mouvement : la table n'est pas vivante car elle ne bouge pas, mais le Soleil, oui, car il bouge. Durant le « stade 3 », vers 9-10 ans, l'enfant tient la vie pour le mouvement propre : la mouche est vivante car elle se meut elle-même, mais la bicyclette, non, car on la pousse. Enfin, durant le « stade 4 », vers 11-12 ans, l'enfant n'attribue la vie qu'aux plantes et aux animaux[réf. incomplète].
Dès 1932, cette théorie est contestée, par exemple par Johnson et Josey qui déclarent n'observer rien de tel.

## Animisme, écologie et spiritualité
Le code moral de l'animisme est basé sur un sens sophistiqué de la durabilité. Il s'agit de maintenir le statu quo environnemental et de se conformer aux souhaits de l'esprit de la terre, qui pourrait être métaphoriquement la terre elle-même.
Graham Harvey, maître de conférences en études religieuses à l'Open University au Royaume-Uni et auteur du livre publié en 2005 Animism, Respecting the living world, a estimé que la vision de l'animisme sur l'identité de la personne représentait un défi radical aux perspectives dominantes de la modernité, car elle accorde « l'intelligence, la rationalité, la conscience, la volonté, l'agence, l'intentionnalité, le langage et le désir » aux non-humains. De même, elle remet en question la conception de l'unicité humaine qui prévaut à la fois dans les religions abrahamiques et le rationalisme occidental.

### Les animaux
L'animisme implique la croyance que « tous les êtres vivants ont une âme » et donc une préoccupation centrale de la pensée animiste concerne la manière dont les animaux peuvent être mangés ou utilisés d'une autre manière pour les besoins de subsistance des humains. Les actions des animaux non humains sont considérées comme « intentionnelles, planifiées et pourvues d'un but » et sont considérées comme des personnes parce qu'elles sont à la fois vivantes et communiquent avec les autres.
Dans les visions animistes du monde, les animaux non humains sont considérés comme participant à des systèmes et des cérémonies de parenté avec les humains, tout en ayant leurs propres systèmes et cérémonies de parenté. Harvey a cité un exemple de compréhension animiste du comportement animal qui s'est produit lors d'un powwow tenu par les Mi'kmaq de Conne River en 1996 ; un aigle a survolé la cérémonie, en tournant au-dessus du groupe de tambours central. Les participants assemblés ont crié kitpu (« aigle »), pour souhaiter la bienvenue à l'oiseau et exprimer leur plaisir devant sa beauté, et ils ont plus tard exprimé l'opinion que les actions de l'aigle reflétaient son approbation de l'événement et le retour des Mi'kmaq aux pratiques spirituelles traditionnelles.
Cette relation aux animaux entraîne une conception particulière de la chasse :

« La chasse n'est pas du tout pratiquée dans un esprit agressif, et n'est certainement pas un « sport de sang » ou motivé par des tendances sadomasochistes… [elle n'est pas non plus] une guerre contre les animaux, mais plutôt une occupation presque sacrée… Le pouvoir rituel se manifeste dans le gibier qu'ils chassent, et généralement les chasseurs-cueilleurs considèrent les animaux comme des égaux spirituels qui, dans un sens important, se laissent tuer si le chasseur est dans la bonne condition mentale et spirituelle. »

### Les éléments
Diverses cultures animistes considèrent également les pierres comme des personnes. En discutant des travaux ethnographiques menés chez les Ojibwés, Harvey a noté que leur société considérait généralement les pierres comme inanimées, à deux exceptions près : les pierres des Bell Rocks et celles qui se trouvent sous les arbres frappés par la foudre, qui étaient censées être devenues des Thunderers. Les Ojibwés concevaient le temps comme un élément de la personnalité, les tempêtes étant conçues comme des personnes appelées Thunderers dont les sons transmettraient des communications et qui se livreraient à des conflits saisonniers pour les lacs et les forêts, jetant des éclairs sur les monstres des lacs. Le vent, de même, peut être conçu comme une personne dans la pensée animiste.
L'importance du lieu est également un élément récurrent de l'animisme, certains lieux étant compris comme des personnes à part entière.

De même, la relation aux éléments comme des personnes entraîne des relations différentes entre êtres humains et matériaux :
La coupe et la sculpture du bois ou de la pierre entraînent autant de pertes de vie que la coupe et la sculpture des os. Les os peuvent provenir d'êtres dont la matière (os, chair, sang, etc.) ressemble davantage à la nôtre, mais la différence entre nous et les arbres ou les rochers ne diminue en rien le fait que les couper revient à les agresser. L'enlèvement de la vie devient inévitablement évident. La sculpture et les arts décoratifs fleurissent chez les Maoris, mais loin d'essayer d'éviter une conscience de la violence commise, cette conscience est centrale et génératrice. 

### Les esprits
L'animisme peut également impliquer l'établissement de relations avec des entités spirituelles non corporelles. Ceux-ci impliquent une relation avec des personnes autres-que-humaines sans que celles-ci ne relèvent systématiquement d'une transcendance :

« Il est peut-être nécessaire de notifier avec force que dans la discussion qui suit, les termes « personne » et « personne autre qu'une personne humaine » ne sont pas destinés à remplacer des mots comme « esprit » ou « divinité ». Ils ne font pas référence à des êtres « plus grands que l'homme » ou « surnaturels », à moins que cela ne soit spécifié d'une autre manière. Les animistes peuvent reconnaître l'existence et même la présence de divinités ou de personnes désincarnées (si c'est ce que signifie le mot « esprit »), mais leur statut de personne est un fait plus général. »

## Le «nouvel animisme» et l'anthropologie postmoderne
Graham Harvey, dans une veine néo-païenne et écologique, parle du « nouvel animisme ». Avec ce terme, Harvey décrit l'approche des anthropologues qui sont conscients que leurs concepts contrastent avec les hypothèses des premiers anthropologues.

### Une critique des approches modernes en anthropologie
Ces approches, d'après l'anthropologue Nurit Bird-David visent à éviter l'hypothèse moderniste selon laquelle l'environnement consiste en un monde physique distinct du monde des humains, ainsi que la conception moderniste de personne composée de manière dualiste d'un corps et d'une âme .
Le « nouvel animisme » a émergé en grande partie des publications de l'anthropologue Irving Hallowell qui ont été produites sur la base de ses recherches ethnographiques parmi les communautés ojibwées du Canada au milieu du XXe siècle. Pour les Ojibwe découverts par Hallowell, l'identité personnelle ne nécessitait pas une ressemblance humaine, mais plutôt que les humains soient perçus comme d'autres personnes, ce qui inclut par exemple les peuples des rochers et les peuples des ours. Pour les Ojibwés, ces personnes étaient des êtres dotés de volonté propre qui acquéraient un sens et un pouvoir par leurs interactions avec les autres ; en interagissant respectueusement avec les autres, ils apprenaient eux-mêmes à « agir comme une personne ». L'approche de Hallowell pour comprendre la personnalité des Ojibwe diffère grandement des concepts anthropologiques antérieurs de l'animisme. Il soulignera nécessité de remettre en question les perspectives modernistes et occidentales de ce qu'est une personne en entrant en dialogue avec différentes visions du monde.
L'approche de Hallowell a influencé le travail de Nurit Bird-David, qui a produit un article réévaluant l'idée d'animisme en 1999.
Nurit Bird-David soutient que les idées positivistes sur la signification de la « nature », de la « vie » et de la « personne » ont mal orienté les tentatives antérieures de comprendre les concepts locaux. Les théoriciens classiques auraient attribué leurs propres idées modernistes du soi aux « peuples primitifs » .
Elle explique que l'animisme est une « épistémologie relationnelle » plutôt qu'un échec du raisonnement primitif. En d'autres termes, l'identité du soi chez les animistes est fondée sur leurs relations avec les autres, plutôt que sur des caractéristiques distinctives du soi. Au lieu de se concentrer sur le moi moderniste et essentialisé (« individuals »), les personnes sont considérées comme des faisceaux de relations sociales (« dividuals »), dont certaines incluent des « superpersonnes » (c'est-à-dire des non-humains) .
Comme Bird-David, Tim Ingold soutient que les animistes ne se considèrent pas comme séparés de leur environnement :

« Les chasseurs-cueilleurs n'abordent pas, en règle générale, leur environnement comme un monde extérieur de nature qui doit être saisi intellectuellement… En effet, la séparation de l'esprit et de la nature n'a pas sa place dans leur pensée et leur pratique. »

Rane Willerslev prolonge l'argument en notant que les animistes rejettent ce dualisme cartésien et que le moi animiste s'identifie au monde, « se sentant à la fois à l'intérieur et à l'extérieur de celui-ci, de sorte que les deux glissent sans cesse l'un vers l'autre dans un circuit fermé ». Le chasseur animiste est donc conscient d'être un chasseur humain, mais, par mimétisme, il est capable d'adopter le point de vue, les sens et les sensibilités de sa proie, de ne faire qu'un avec elle.
Graham Harvey souligne également la différence radicale entre les systèmes de connaissance occidentaux modernes et ceux des peuples dits animistes :

« Les ontologies et épistémologies animistes ont été vues sous un mauvais jour par rapport aux dualités déterminantes de la philosophie et de la science modernistes (combinées sous le terme de « rationalisme »). Ceux-là semblent provenir et être renforcés par une expérience relationnelle, incarnée, subjective, particulière, localisée, traditionnelle et sensuelle plutôt que par une réflexion impartiale, intellectuelle, objective, universalisée, globale, progressive et rationnelle. En célébrant ce que des personnes particulières - des groupes et des participants à des groupes - vivent dans des lieux particuliers en s'engageant dans des relations spécifiques, les animismes semblent aller à l'encontre des systèmes de connaissances cartésiens et occidentaux. »

### Relation des peuples animistes au surnaturel
Selon Graham Harvey, professeur en études religieuses à l'Open University, l'animisme ne représente pas une forme de religion particulière mais plutôt un point de vue général et une manière de concevoir les relations aux êtres vivants. La perception d'entités autres-que-humaines n'implique en effet ni que celles-ci ne pensent ou n'agissent comme des humains vivants, ni que celles-ci soient des divinités ; de ce fait la notion d'esprit en animisme est certainement éloignée des conceptions modernes du surnaturel.
Les sociétés dites animistes peuvent par exemple disposer d'un culte des ancêtres, cependant si la mort peut transformer radicalement les êtres humains qui deviennent des ancêtres, ce n'est là qu'une autre démonstration des processus qui peuvent être considérés comme propres à la vie.
D'autre part,

« Puisque les signes indiquant la « personnalité » reconnue par les animistes comprennent généralement le pouvoir de transformation, la mort peut être perçue comme une grande transformation plutôt que comme une cessation définitive. Certainement, par exemple, la chose la moins intéressante concernant les ancêtres est bien qu'ils soient morts. »

Les relations avec ces personnes autres entraînent par la suite des formes de ritualisation et l'intervention de pratiques magiques ou chamaniques :

« Le maintien et le développement de la communauté humaine au sein de la communauté de vie élargie - de personnes dont certaines seulement sont humaines - exige d'énormes efforts pour établir, sauvegarder, réparer, stabiliser et améliorer les relations menacées par divers actes quotidiens de violence intime. Autrement dit, les besoins nutritionnels ordinaires agressent la communauté de vie et exigent une action vigoureuse pour prévenir la mise en danger réciproque des communautés humaines. Cela pourrait également être vrai pour les communautés autres qu'humaines et les résultats de leurs besoins nutritionnels, et pourrait donc constituer une raison pour leur élaboration parallèle d'un mode d'être culturel, etc. et leur emploi de chamans (autres qu'humains). Cependant, bien que le respect de toute vie soit important, il existe des agresseurs prédateurs, des ennemis et surtout des personnes dotées de capacités « magiques », qui sont loin d'être les bienvenus et qui doivent être traités d'une manière ou d'une autre. Ces faits quotidiens de violence et d'intimité mettent à l'épreuve les limites de la vie humaine aux côtés des autres. Leur solution est l'emploi de chamans. »

## L'animisme en philosophie
Ogura Kizo, professeur d'études des civilisations à l'université de Kyoto considère la philosophie originelle de Confucius (particulièrement dans les Analectes) comme typique d'une pensée animiste.
Cette pensée est décrite comme appartenant à la « troisième vie », qui diffère de la « première vie », physique et biologique, de la « deuxième vie », conçue comme étant celle prônée par les chamanes et Taoïstes de l'époque (à savoir une vision de l'homme spirituel comme maître de la Terre et du Ciel), ainsi que par l'un des continuateurs célèbres de Confucius, Mencius, a qui est attribuée une pensée de type spiritualiste, prônant que tous les objets dans le monde seraient faits de « matière spirituelle » ou qi (氣).
|                  | La première vie                   | La deuxième vie                 | La troisième vie                                 |
| ---------------- | --------------------------------- | ------------------------------- | ------------------------------------------------ |
| Nature, essence  | Physique, biologique              | Religieuse, spirituelle         | Conscience, reconnaissance de l'entre-deux       |
| Locus            | Individuelle, corps humain        | Universelle                     | Intersubjective (humain-humain et nature-humain) |
| Mode d'existence | Visible et tangible dans ce monde | Transcendante, transpersonnelle | Accidentelle, allusive, apparition               |
| Domaine          | Besoin et désirs humains          | Tout                            | Contingence                                      |
| Type de contenu  | Substantielle                     | Vérité absolue                  | Esthétique, sensuelle                            |

Selon lui, l'exemple du shintoïsme japonais montre que le facteur déterminant afin d'employer le terme d'animisme n'est pas la transcendance même du Ciel. Si de nombreux membres d'une communauté humaine, que ce soit un village ou un pays, perçoivent une indication de vie ou d'anima dans une pierre, celle-ci peut être appelée kami, non pas parce que le caractère pieux de la pierre descend du Ciel, mais parce que les gens reconnaissent son caractère kami au motif qu'ils partagent certains sentiments subjectifs mais communs.
Une lecture attentive de la littérature confucéenne indique que la notion de ren (仁) a des liens logiques profonds avec la vie de « l'entre-deux », et au sein des entités sociales : de ce fait, l'animisme originel propre à la pensée confucéenne se serait perdu, car il indiquerait une incompatibilité avec le panthéisme, le spiritualisme et le chamanisme.
Selon les études anthropologiques de Takako Yamada, il est cependant erroné de penser l'animisme comme une croyance dans les esprits fondée sur un système philosophique ou phénoménologique. De ce fait, des études portant sur les Aïnu, les Ladhaki et les Sakha montrent le caractère inséparable de l'animisme et du chamanisme, le premier représentant l'idée et l’interprétation de l’ensemble des phénomènes spirituels dans une culture, le second un dispositif de mise en scène visant à distribuer l'énergie de ces phénomènes dans la vie de tous les jours.